# Stormé DeLarverie
Stormé DeLarverie, född 24 december 1920 i New Orleans, död 24 maj 2014, var en amerikansk underhållare känd som den butchflata vars slagsmål med polisen sägs ha startat Stonewallupproret.
DeLarverie hade en vit far och en afroamerikansk mor. Hon var en föregångare i kampen för HBTQ-rättigheter och hon uppträdde på bland annat Apollo Theatre och Radio City Music Hall. Under sitt liv arbetade hon som sångare, dörrvakt, livvakt och frivillig gatupatrullarbetare i Greenwich Village. Hon är känd som "HBTQ-rörelsens Rosa Parks".